# عاطفة الملك
عاطفة الملك (بالكورية: 연모)؛ هو مسلسل تلفزيوني تاريخي كوري جنوبي من بطولة بارك اون بين، روون وجونغ تشاي يون، تم عرض المسلسل على قناة كي بي إس 2 في الفترة بين 11 أكتوبر حتى 14 ديسمبر 2021. وهو متاح على نتفليكس في مناطق محددة.

## القصة
حين يُقتل وليّ العهد، تتولّى شقيقته التوأم الحكم وتحاول الحفاظ على سرّية هويّتها، وتخفي مشاعرها تجاه حبّها الأوّل كسرّ ملكي.

## المشاهدات
| الموسم | الموسم | رقم الحلقة | رقم الحلقة | رقم الحلقة | رقم الحلقة | رقم الحلقة | رقم الحلقة | رقم الحلقة | رقم الحلقة | رقم الحلقة | رقم الحلقة | رقم الحلقة | رقم الحلقة | رقم الحلقة | رقم الحلقة | رقم الحلقة | رقم الحلقة | رقم الحلقة | رقم الحلقة | رقم الحلقة | رقم الحلقة | المتوسط |
| الموسم | الموسم | 1          | 2          | 3          | 4          | 5          | 6          | 7          | 8          | 9          | 10         | 11         | 12         | 13         | 14         | 15         | 16         | 17         | 18         | 19         | 20         | المتوسط |
| ------ | ------ | ---------- | ---------- | ---------- | ---------- | ---------- | ---------- | ---------- | ---------- | ---------- | ---------- | ---------- | ---------- | ---------- | ---------- | ---------- | ---------- | ---------- | ---------- | ---------- | ---------- | ------- |
|        | 1      | 1.137      | 1.148      | 1.095      | 0.981      | 0.995      | 0.941      | 1.205      | 1.355      | 1.302      | 1.183      | 1.155      | 1.470      | 1.757      | 1.562      | 1.726      | 1.450      | 1.417      | 1.596      | 1.503      | 2.003      | 1.349   |

وفقا لمخطط نيلسن كوريا اعلاه، قد حققت الحلقة الأخيرة من المسلسل 2 مليون مشاهدة.
| الحلقة | تاريخ البث الأصلي | متوسط حصة الجمهور | متوسط حصة الجمهور | متوسط حصة الجمهور |
| الحلقة | تاريخ البث الأصلي | تقييمات نيلسن     | تقييمات نيلسن     | تقييمات TNmS      |
| الحلقة | تاريخ البث الأصلي | على الصعيد الوطني | سيئول             | على الصعيد الوطني |
| ------ | ----------------- | ----------------- | ----------------- | ----------------- |
| 1      | 11 أكتوبر 2021    | 6.2٪ (الثاني عشر) | 6.2٪ (العاشر)     | 6.8٪ (العاشر)     |
| 2      | 12 أكتوبر 2021    | 6.7٪ (التاسع)     | 5.9٪ (التاسع)     | 6.7٪ (العاشر)     |
| 3      | 18 أكتوبر 2021    | 6.5٪ (الحادي عشر) | 6.4٪ (التاسع)     | 6.5٪ (الثاني عشر) |
| 4      | 19 أكتوبر 2021    | 5.9٪ (الثالث عشر) | 5.6٪ (الثاني عشر) | 6.2٪ (الثاني عشر) |
| 5      | 25 أكتوبر 2021    | 5.7٪ (13)         | 4.9٪ (16)         | 5.6٪ (الثالث عشر) |
| 6      | 26 أكتوبر 2021    | 5.5٪ (الرابع عشر) | 4.8٪ (16)         | 5.9٪ (الرابع عشر) |
| 7      | 1 نوفمبر 2021     | 7.0٪ (التاسع)     | 6.3٪ (العاشر)     | 7.2٪ (الثامن)     |
| 8      | 2 نوفمبر 2021     | 7.6٪ (السادس)     | 7.2٪ (السادس)     | 7.1٪ (التاسع)     |
| 9      | 8 نوفمبر 2021     | 7.8٪ (الثامن)     | 7.8٪ (السابع)     | 6.8٪ (الحادي عشر) |
| 10     | 9 نوفمبر 2021     | 7.2٪ (السابع)     | 7.0٪ (السابع)     | 6.5٪ (الحادي عشر) |
| 11     | 15 نوفمبر 2021    | 7.1٪ (العاشر)     | 6.4٪ (12)         | 6.7٪ (التاسع)     |
| 12     | 16 نوفمبر 2021    | 8.8٪ (الرابع)     | 8.7٪ (الرابع)     | 7.3٪ (التاسع)     |
| 13     | 22 نوفمبر 2021    | 10.0٪ (الرابع)    | 9.4٪ (الرابع)     | 8.5٪ (الثامن)     |
| 14     | 23 نوفمبر 2021    | 9.6٪ (الرابع)     | 8.7٪ (الرابع)     | 9.3٪ (السادس)     |
| 15     | 29 نوفمبر 2021    | 9.9٪ (الرابع)     | 9.4٪ (الرابع)     | 8.4٪ (السابع)     |
| 16     | 30 نوفمبر 2021    | 8.8٪ (السابع)     | 8.1٪ (السادس)     | 7.7٪ (التاسع)     |
| 17     | 6 ديسمبر 2021     | 8.4٪ (السابع)     | 8.0٪ (السادس)     | 7.4٪ (الثامن)     |
| 18     | 7 ديسمبر 2021     | 9.4٪ (الرابع)     | 8.4٪ (الثالث)     | غير متاح          |
| 19     | 13 ديسمبر 2021    | 9.3٪ (الخامس)     | 8.8٪ (الرابع)     | 7.8٪ (الثامن)     |
| 20     | 14 ديسمبر 2021    | 12.1٪ (الثالث)    | 11.4٪ (الثاني)    | 10.3٪ (الرابع)    |
| المعدل | المعدل            | 7.98٪             | 7.47٪             | 7.3٪              |

## روابط خارجية
عاطفة الملك على موقع IMDb (الإنجليزية)
- عاطفة الملك على موقع روتن توميتوز (الإنجليزية)
- عاطفة الملك على موقع نتفليكس (الإنجليزية)
- عاطفة الملك على موقع ليتربوكسد (الإنجليزية)
- عاطفة الملك على موقع ألو سيني (الفرنسية)
- عاطفة الملك على موقع قاعدة بيانات الفيلم (الإنجليزية)